# 塔形扭柱螺
塔形扭柱螺（学名：Tectus pyramis），是一个海螺的物种，为钟螺总科钟螺科扭柱螺属的腹足纲软体动物。

## 概述
塔形扭柱螺的尺寸在40毫米和105毫米之间。壳的颜色一般为淡黄色或灰色，或多或少有斑点，并有绿色或棕色的纹路，基部是白色、绿色或棕色。该扭柱螺有12~14个螺纹。壳的底部是平的。殼口是横向的，非常倾斜，呈近三角形，外壁上有凹槽。轴柱非常短，有一个非常尖锐的螺旋状褶皱。

## 分布
塔形扭柱螺主要分布于新加坡、马来西亚、印度尼西亚、中国大陆、臺灣，常栖息在浅海珊瑚礁、潮间带至潮下带浅水域。

## 轶事
在支付宝的“神奇海洋”活动的官方预告中出现了塔形扭柱螺，由此本物种受到了网友的关注。